# Kiniatiliops nigrapex
Kiniatiliops nigrapex là một loài ruồi trong họ Tachinidae.